# 天翼之鍊
《天翼之鍊》（韓語：테일즈위버；英語：TalesWeaver），是一款由Softmax開發的二維網路遊戲，由全民熙著作的小說《符文之子》（Children of the Rune）改編而成。韓國最初的《天翼之鍊》遊戲伺服器於2003年正式啟用。遊戲以獨有的劇情任務及動人音樂作賣點。2003年在臺灣由數碼戲胞代理，並於同年6月舉辦本遊戲的中文名命名活動，命名結果即為「天翼之鍊」，以收費形式經營。於2006年因代理公司問題而停止經營。在2007年由遊戲橘子重獲代理權，為免費的線上遊戲，但部份的道具或裝備或寵物蛋只能付費購買，無法在遊戲內打怪取得。於2009年4月28日，遊戲再次停止經營。2012年8月31日，天宇科技宣布取得《天翼之鍊》港澳代理權，並更名為《夢之天翼》。。2013年11月4日,台湾GameCyber 天宇科技宣布，成功与韩国游戏开发商Nextoric合作取得《Talesweaver（天翼之链）》的台湾地区代理权，并重新将游戏命名为《新天翼之链》。由於營運狀況不佳，2015年10月1日天宇科技宣佈台港澳天翼之鍊停止營運。目前市面上僅存日版和韓版兩個官服

## 主角群
- 路西安．卡爾玆 Lucian Kaltz
- 波里斯．貞奈曼 Boris Jineman
- 麥克斯明．里伯克列 Maximin Liebkne
- 希培林．武 Sivelin Uoo
- 美菈．奈伯拉斯卡 Mila Nebraska
- 蒂琪愛兒．朱斯彼昂 Tichiel Juspian
- 伊絲萍．查爾斯 Ispin Charles
- 娜雅特蕾依 Nayatrei
- 喬書亞．馮．阿爾寧 Josua von Arnim
- 克蘿愛．達．芬迪奈 Cloe da Pontina
- 蘭吉艾．羅傑克蘭茨 Lanziee Rozen Kranz
- 伊扎克．杜卡司 Issac Dukastel
- 雅娜逸絲．德．卡瑞爾 Anais del Caril
- 伊索蕾 Isolet
- 貝雅 Benya
- 諾娃米尼 Roamini
- 諾克盾 Nocturne
- 瑞秋．阿布莉爾 Rice Avril

## 遊戲系統的特色
- 連擊系統
- NPC的好感度與NPC商店的隱藏商品
- 任務的過場劇情
- 任務必需道具或NPC好感裝備，採用角色綁定的設定，無法放置倉庫，無法交易，無法丟棄，只能用一種名為「垃圾桶」的道具刪除
- 背景音樂

## 用語
鐵龜型
泛指把人物屬性與裝備把DEF（物理防禦）撐高到被怪打到不痛，只損血1～2滴HP。
敏兔型
指玩家把人身的DEX(敏捷)及AGI(機敏)推至最高，在PVP中DEX高可以有更高機率打中其他玩家，而AGI高則可以令其他玩家對該玩家作出的攻擊無效(俗稱閃掉或MISS)
在後期時有些玩家也會選擇敏兔型，利用高閃的優勢讓怪物打不到你也很適合練功
垃圾
打怪後，直接掉在地上，而不是直接掉進身上的低價物品；撿垃圾，則指撿這類地上物的人。
陣消
物理型的技能需求屬性stab及dex點高，就能加快技能出手速度，令使用技能時出現在地上的魔法陣消去。
魔法型的技能需求屬性為mr與武器的延遲%數。

## 外部連結
- 韓國官方網站 版本號:測試服8.24,正式服8.25(更新時間2021.8.8)
- （日語）日本官方網站版本號:7.88(更新時間2021.8.8)（页面存档备份，存于）
- （繁體中文）港澳官方網站(已停止運營)（页面存档备份，存于）